# Station Estrées-Saint-Denis
Station Estrées-Saint-Denis is een spoorwegstation in de Franse gemeente Estrées-Saint-Denis.